# Caltoris cahira
Caltoris cahira là một loài bướm ngày thuộc họ Bướm nhảy được tìm thấy ở châu Á.
Tìm thấy ở phía Nam Quần đảo Andaman. Một loài tương tự đã được tìm thấy ở đông bắc Ấn Độ (Sikkim) và được cho là loài con Caltoris cahira austeni.

## Phân loài
- Caltoris cahira austeni (Moore, 1883)[1] (syn. Parnara austeni, Baoris austeni)